# 韋伊普爾蒂

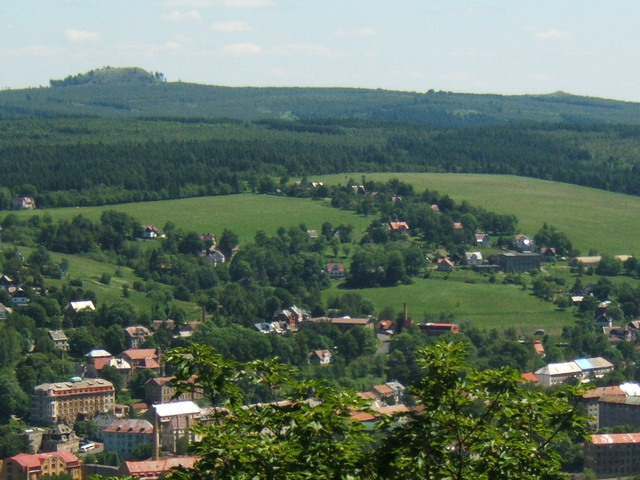

韋伊普爾蒂是捷克的城鎮，位於該國西北部，毗鄰與德國接壤的邊境，由烏斯季州負責管轄，面積9.77平方公里，海拔高度725米，2006年人口3,285。

## 外部連結
- Municipal website （页面存档备份，存于）